# NGC 2929
NGC 2929 (другие обозначения — UGC 5126, MCG 4-23-17, ZWG 122.34, IRAS09346+2323, PGC 27398) — спиральная галактика (Sc) в созвездии Льва. Открыта Генрихом Луи д'Арре в 1863 году.
Этот объект входит в число перечисленных в оригинальной редакции «Нового общего каталога».
В галактике вспыхнула сверхновая SN 2010jn типа Ia, её пиковая видимая звездная величина составила 19,2. Эта сверхновая была подробно изучена. В частности, её кривая блеска оказалась очень широкой, что свидетельствует о большой массе выброшенного никеля-56, хотя по спектральным характеристикам сверхновая является довольно типичной. Таким образом, она похожа на сверхновую SN 1999ee.